# Nat Indrapana
Nat Indrapana (* 6. März 1938 in Bangkok; † 6. August 2018 ebenda) war ein thailändischer Sportfunktionär.

## Allgemeines
Nat Indrapana besuchte das Teachers College in Sydney und erwarb dort 1963 das Diplom als Sportlehrer. An der California State University machte er 1969 den Bachelor und den Master of Science im Bereich Leibesübungen. An der University of Alberta in Edmonton promovierte er 1973 zum Doktor der Philosophie im Bereich Sportunterricht (Doctor of Philosophy in Physical Education).
Von 1975 bis 1977 arbeitete Nat Indrapana als Dekan an der Srinakharinwirot-Universität. Von 1977 bis 1987 war er der Vizepräsident der Universität. In späteren Jahren arbeitete Indrapana immer wieder in verschiedenen Funktionen an mehreren Universitäten des Landes in den betreffenden Fakultäten für Sportunterricht und Leibesübungen.
Indrapana wurden drei Ehrendoktorwürden verliehen: 2007 von der Srinakharinwirot-Universität, 2011 von der Chulalongkorn-Universität und 2014 von der Burapha-Universität.

## Sportliche Karriere und Administration
Ab 1984 war Nat Indrapana stellvertretender Generalsekretär des thailändischen NOKs. Ab 2006 fungierte er als Präsident des asiatischen Trap- und Skeetschützenverbandes.

## IOC-Mitgliedschaft
Nat Indrapana wurde 1990 zum IOC-Mitglied gewählt. Er war Mitglied der Kommission für Kultur und olympisches Erbe.